# Tunnel du mont Bolu
Le tunnel de Mont Bolu (turc : Bolu Dağı Tüneli) est situé à Bolu en Turquie. D'une longueur de 2 954 mètres, il est le deuxième plus grand tunnel autoroutier turc. Il traverse le Mont Bolu entre Kaynaşlı et Yumrukaya. Le tunnel est emprunté par l'autoroute O4 entre Ankara et la frontière bulgare.